# Severina (album iz 1992.)
Severina je drugi studijski album hrvatske pop pjevačice Severine, koji 1992. godine objavljuje diskografska kuća Croatia Records. 
Ovim albumom Severina započinje suradnju s skladateljem Zrinkom Tutićem. Ostali suradnici na albumu su Zlatan Stipišić Gibonni, Husein Hasanefendić, Jurica Pađen, Dino Dvornik i drugi.  Na albumu se nalazi deset pjesama, a dvije su izdane kao singlovi, "Tvoja prva djevojka" i "Kad si sam".

## Pozadina
Severina je 3. siječnja 1992. godine potpisala ugovor s producentom Zrinkom Tutićem, prvo na samo tri godine, koji su kasnije je produžili na još tri godine. Album su počeli snimati tijekom travnja iste godine, a u međuvremenu  Tutić na Severininu zamolbu upoznaje Gibonnia i na njen nagovor daje mu pjesmu "Zlatne godine".

## Popis pjesama
| Br. | Skladba                   | Trajanje |
| --- | ------------------------- | -------- |
| 1.  | »Idemo se ljubiti«        | 4:00     |
| 2.  | »Kad si sam«              | 4:09     |
| 3.  | »Budim se imenom tvojim«  | 3:49     |
| 4.  | »Kaži da l' je to ljubav« | 3:55     |
| 5.  | »Odlazim«                 | 3:49     |
| 6.  | »Zakuni se ljubavi«       | 3:22     |
| 7.  | »Tvoja prva djevojka«     | 4:51     |
| 8.  | »Zamisli«                 | 3:02     |
| 9.  | »Baby, baby«              | 3:10     |
| 10. | »Sve što imam, to si ti«  | 3:48     |